# Valletta International Baroque Festival
Das Valletta International Baroque Festival ist eines der größten Musikfestivals auf Malta. Der programmatische Schwerpunkt liegt auf Barockmusik.

## Geschichte
Das Valletta International Baroque Festival wird seit seiner Gründung 2013 jährlich im Januar veranstaltet und von der Direktion des Teatru Manoel organisiert. Die Konzerte und Opernaufführungen werden in verschiedenen barocken Gebäuden der Stadt Valletta präsentiert.
Zu den renommierten Künstlern, die bisher bei diesem Festival aufgetreten sind, zählen Mahan Esfahani, Philippe Herreweghe, Christophe Rousset und Jordi Savall.
Am 26. Januar 2017 fand im Teatru Manoel unter dem Motto Inspired by Baroque mit der Darbietung von Reuben Paces Concertino für Gitarre, Cembalo und Orchester erstmals eine Uraufführung während des Valletta International Baroque Festivals statt. Mitwirkende waren das Malta Philharmonic Orchestra unter der Leitung von Michelle Castelletti sowie die Solistinnen Johanna Beisteiner (Gitarre) und Joanne Camilleri (Cembalo). Damit wurde der künstlerische Rahmen des Festivals über seine sonstige Fokussierung auf Musik des 17.–18. Jahrhunderts hinaus zu von Barockwerken beeinflusster zeitgenössischer Musik erweitert.